# 이포중학교
이포중학교(梨浦中學校)는 대한민국 경기도 여주시 흥천면 계신리에 있는 공립 중학교이다.

## 학교 연혁
- 1960년 3월 2일 : 이포중학교 설립인가
- 1960년 3월 31일 : 초대 노정환 교장 취임
- 1960년 4월 9일 : 개교 및 신입생 입학
- 2021년 1월 6일 : 제59회 졸업식 9명 졸업(총 4,467명)
- 2022년 3월 1일 : 제22대 정희원 교장 취임
- 2024년 1월 5일 : 제62회 졸업식(12명 졸업)
- 2024년 3월 4일 : 제65회 입학식(1학년 18명)

## 참고 자료
- 이포중학교 - 한국교육학술정보원 학교알리미